# Didier Bourdon
Didier Bourdon (Algeri, 23 gennaio 1959) è un attore francese.

## Biografia
Didier Bourdon nasce a Algeri da un padre originario della Guadalupa e da madre algerina. In una intervista radiofonica (Virgin Radio) del 1º luglio 2009, ha dichiarato che in realtà lui è nato il 22 gennaio ma tutti riportano il 23 gennaio perché quella è la data ufficiale in cui il padre l'ha dichiarato allo stato civile.
All'età di tre anni lascia l'Algeria per la Francia. A 20 anni s'iscrive al Conservatoire national supérieur d'art dramatique, insieme a Christopher Lambert ed inizia a lavorare per il teatro e la televisione.
Il 1982 è un anno chiave per l'artista perché inizia a lavorare al "Petit Théâtre de Bouvard" e gli viene offerto il suo primo ruolo nel film "Le Bourgeois gentilhomme" dal regista Roger Coggio. È noto principalmente per il ruolo di Francis Duflot in Un'ottima annata - A Good Year e come componente del trio comico Les Inconnus.

## Filmografia
- Le bourgeois gentilhomme, regia di Roger Coggio (1982)
- Les chômeurs en folie, regia di Georges Cachoux (1982)
- S.A.S. à San Salvador, regia di Raoul Coutard (1983)
- Il sangue degli altri (Le sang des autres), regia di Claude Chabrol (1984)
- Telephone, regia di Jean-Pierre Vergne (1985)
- L'oeil qui ment, regia di Raoul Ruiz (1992)
- La machine - Un corpo in prestito (La machine), regia di François Dupeyron (1994)
- Les trois frères, regia di Didier Bourdon e Bernard Campan (1995)
- Le pari, regia di Didier Bourdon e Bernard Campan (1997)
- Tout doit disparaître, regia di Philippe Muyl (1997)
- Doggy Bag, regia di Frédéric Comtet (1999)
- L'extraterrestre, regia di Didier Bourdon (2000)
- Antilles sur Seine, regia di Pascal Légitimus (2000)
- Les rois mages, regia di Didier Bourdon e Bernard Campan (2001)
- Tapis, regia di Yzabel Dzisky - cortometraggio (2001)
- À l'abri des regards indiscrets, regia di Ruben Alves e Hugo Gélin - cortometraggio (2002)
- Il tulipano d'oro (Fanfan la Tulipe), regia di Gérard Krawczyk (2003)
- Les clefs de bagnole, regia di Laurent Baffie (2003)
- 7 ans de mariage, regia di Didier Bourdon (2003)
- Madame Edouard, regia di Nadine Monfils (2004)
- Vive la vie, regia di Yves Fajnberg (2005)
- Un'ottima annata - A Good Year (A Good Year), regia di Ridley Scott (2006)
- Madame Irma, regia di Didier Bourdon e Yves Fajnberg (2006)
- Bouquet Final, regia di Michel Delgado (2008)
- Bancs publics (Versailles rive droite), regia di Bruno Podalydès (2009)
- Bambou, regia di Didier Bourdon (2009)
- Jacky au royaume des filles, regia di Riad Sattouf (2014)
- Les trois frères, le retour, regia di Didier Bourdon, Bernard Campan e Pascal Légitimus (2014)
- Un village presque parfait, regia di Stéphane Meunier (2014)
- Les profs 2, regia di Pierre-François Martin-Laval (2015)
- Benvenuti... ma non troppo (Le grand partage), regia di Alexandra Leclère (2015)
- La promessa dell'alba (La promesse de l'aube), regia di Éric Barbier (2017)
- Un marito a metà (Garde alternée), regia di Alexandra Leclère (2017)
- 2 matrimoni alla volta (Alibi.com 2), regia di Philippe Lacheau (2023)

## Premi e riconoscimenti
- Les Trois Frères
  - Premio César per la migliore opera prima
- Madame Irma
  - Grand Prix du Jury al Festival du film de Sarlat
  - Grand Prix au Festival del film europeo di Montecarlo
  - Prix du Meilleur Acteur al Festival del film di Cosne-Cours-sur-Loire
- 15 jours ailleurs
  - Prix d'interprétation masculine al Festival della creazione televisiva di Luchon nel 2013